# Limotettix anthracinus
Limotettix anthracinus är en insektsart som beskrevs av Van Duzee 1894. Limotettix anthracinus ingår i släktet Limotettix och familjen dvärgstritar. Inga underarter finns listade i Catalogue of Life.